# Apamea miriquidoi
Apamea miriquidoi là một loài bướm đêm trong họ Noctuidae.